# Дідовець Юрій Вікторович
Ю́рій Ві́кторович Дідове́ць (12 червня 1979, м. Київ, УРСР, СРСР) — український громадський діяч, Заслужений юрист України, депутат Київради. 

## Життєпис
Юрій Дідовець народився 12 червня 1979 року в місті Києві. Навчався у школі № 6 м. Києва на Виноградарі. У 2002 році закінчив факультет правознавства у Національній академії внутрішніх справ України. Був мобілізований до юридичної групи 26-ї артилерійської бригади в АТО у 2015 році, а з 2017 року став офіцером північного територіального юридичного управління при юридичному департаменті Міноборони.

## Кар'єра
- З 2000 р. по 2004 р. — юрист з питань містобудування ТОВ «Вістабуд».
- З 2006 р. — партнер-засновник Адвокатського об'єднання «Український адвокат», що спеціалізується на боротьбі[2] з рейдерськими захопленнями майна.
- У 2014 році заснував приватні військові компанії «Global ex-forces» і "Айс Драй Солюшн.
- У 2015 році став депутатом Київської міськради та головою тимчасової контрольної комісії Київради з питань АТО.[3]

## Громадська діяльність
В кінці дев'яностих  був головою Київської асоціації студентських клубів та членом гурту «Самостійна Україна». У 2000 році став головою Київської міської організації Молодого Народного Руху. До 2015 року очолював БФ «Самостійна Україна». 8 березня 2000 року Юрій Дідовець разом із членами Самостійної України захопив офіс Компартії. У 2002 році Оболонський суд Києва засудив його до 2,5 років позбавлення волі, проте пізніше звільнив від покарання, пом'якшивши вирок.
З 2013 року віце-президент Всесвітньої ліги змішаних єдиноборств WWFC.
У 2015 році заснував ГО «Старе місто Виноградар».
У 2017 році заснував ГО «Муніципальна поліція м. Києва». Наступного року невідомі спалили 3 машини організації. Юрій Дідовець заявив про причетність до підпалу людей з оточення Віталія Кличка.
У квітні 2020 року Дідовець запустив Facebook-бота, що генерує заявку для орендодавця, яка дозволяє призупинити нарахування орендної плати за нежитлове приміщення.
Учасник акції з повалення пам'ятника Леніна в Києві 8 грудня 2013 року.

### Київрада
Юрій Дідовець першим в Україні застосував у депутатській діяльності технологію чат-ботів для опрацювання звернень громадян, зареєструвавши три з половиною тисячі звернень за 4 роки.

## Особисте життя
Одружений з юристом Анною Рудник. Виховують п'ятеро дітей.

## Цікаві факти
У депутатській приймальні Дідовця знаходиться мармурова голова знесеного Леніна з Бесарабської площі, перетворена на артобєкт, що називається Ленін-Павук.
Юрій Дідовець так прокоментував:
|  | Ми зробили з голови Леніна скульптуру у вигляді робота-павука. Чому? Я за першою освітою художник. Ну, і так бачу ... Ленін-павук не рухається. Це кавовий столик |